# Margaret Matthews
Margaret Rejean Matthews (née le 5 août 1935 à Griffin) est une athlète américaine spécialiste du 100 mètres et du saut en longueur. Licenciée au TSU Tigers, elle mesure 1,65 m pour 57 kg.

## Carrière

### Palmarès
| Date | Compétition           | Lieu      | Résultat | Épreuve          | Performance |
| ---- | --------------------- | --------- | -------- | ---------------- | ----------- |
| 1956 | Jeux olympiques d'été | Melbourne | 3e       | 100 mètres       | 44 s 9      |
| 1959 | Jeux panaméricains    | Chicago   | 2e       | Saut en longueur | 5,73 m      |

### Records
| Épreuve          | Performance | Lieu | Date |
| ---------------- | ----------- | ---- | ---- |
| 100 mètres       | 11 s 1      |      | 1958 |
| Saut en longueur | 6,18 m      |      | 1958 |